# August Burns Red Presents: Sleddin' Hill
August Burns Red Presents: Sleddin' Hill (sottotitolo A Holiday Album) è il quinto album in studio del gruppo musicale metalcore statunitense August Burns Red, pubblicato nel 2012.
Si tratta del primo album natalizio del gruppo e anche del primo strumentale.

## Tracce
1. Flurries – 4:17 (J.B. Brubaker)
2. Frosty the Snowman – 2:18 (S. Nelson & Walter E. Rollins)
3. Sleigh Ride – 2:53 (Leroy Anderson)
4. God Rest Ye Merry, Gentlemen – 2:50 (tradizionale)
5. Jingle Bells – 4:13 (James Lord Pierpont)
6. Oh Holy Night – 4:24 (Adolphe Adam)
7. Rudolph the Red-Nosed Reindeer – 1:59 (Johnny Marks)
8. Sleddin' Hill – 2:38 (Brubaker)
9. Little Drummer Boy – 4:19 (Katherine Kennicott Davis, Henry Onorati & Harry Simeone)
10. Winter Wonderland – 1:55 (Felix Bernard)
11. O Come, O Come, Emmanuel – 4:55 (tradizionale)
12. Carol of the Bells (2012) – 2:48 (Mykola Leontovych)
13. We Wish You a Merry Christmas – 2:30 (tradizionale)

## Formazione
- Jake Luhrs - voce (7)
- JB Brubaker - chitarra, banjo
- Brent Rambler - chitarra
- Dustin Davidson - basso
- Matt Greiner - batteria, piano